# Абдулла Сулейман
Абдулла Сулейман Зубромаві (араб. الله سليمان زبرماوي, нар. 15 листопада 1973, Джидда) — саудівський футболіст, що грав на позиції захисника.
Виступав, зокрема, за клуби «Аль-Аглі» та «Аль-Гіляль», а також національну збірну Саудівської Аравії. Один з небагатьох футболістів, що брали участь у трьох чемпіонатах світу.

## Клубна кар'єра
У дорослому футболі дебютував 1993 року виступами за команду клубу «Аль-Аглі», в якій провів вісім сезонів.
Своєю грою за цю команду привернув увагу представників тренерського штабу клубу «Аль-Гіляль», до складу якого приєднався 2001 року. Відіграв за саудівську команду наступні чотири сезони своєї ігрової кар'єри.
Завершив професійну ігрову кар'єру у друголіговому клубі «Дамак», за команду якого виступав протягом 2005—2009 років.

## Виступи за збірну
1993 року дебютував в офіційних матчах у складі національної збірної Саудівської Аравії. Протягом кар'єри у національній команді, яка тривала 10 років, провів у формі головної команди країни 122 матчі, забивши 4 голи.
У складі збірної був учасником трьох чемпіонатів світу: 1994 року в США, 1998 року у Франції і 2002 року в Японії і Південній Кореї.
У складі збірної став володарем кубка Азії з футболу 1996 року в ОАЕ, а за чотири роки на розіграші кубка Азії з футболу 2000 року в Лівані здобув «срібні» медалі.
Також був учасником трьох Кубків Конфедерарацій: 1995, 1997 і 1999  років.

## Титули і досягнення
- Володар Кубка Азії: 1996
- Срібний призер Кубка Азії: 2000
- Переможець Кубка арабських націй: 1998